# 友池さん
友池さん（ともいけさん、1978年8月7日 - ）は、日本のお笑い芸人（ピン芸人）、脚本家、演出家。本名、友池 一彦（ともいけ かずひこ）、大阪府吹田市出身、大阪学院大学高等学校卒業。松竹芸能所属。

## 来歴・人物
中学生、高校生時代の部活はバスケットボール部。中学3年生の時には、100メートル競走の大阪府大会で優勝したことがある。英検準2級の資格を持つ。
高校生の時に中林優とのコンビ友池中林で、「爆笑BOOING」（関西テレビ）において2週勝ち抜き。また、今宮戎漫才新人コンクールにも当時最年少で決勝進出したこともある。このことが新聞に採り上げられたことがあったが、父親に勘当され、その後約1年間家出生活をしていた。高校卒業後上京、1997年からプロとして活動を開始、友池中林ではボケを担当。
2006年3月31日のライブをもって友池中林は解散、4月からピン芸人として活動を開始。ピン芸人としての初ライブは同年4月6日。この時からフリーで活動していたが、2008年9月4日から松竹芸能所属となる。
ミスマガジンコンテストのMCをコンビ時代の2003年から務めていたが、ピン転向以後もしばらくこのMCを務めていた。
2012年4月からインターネットテレビ『友池さんの崖っぷちボワッフ!』という冠番組を持つ。
趣味は映画鑑賞（基本的にジャンルを問わず、特に東宝系の怪獣映画を好む）、妖怪研究、漫画（特に手塚治虫作品）。
近年では本名の友池一彦名義で舞台の脚本家と演出家としても活動中である。

## 芸風
ピン芸人となってからの芸には、ジャンベを叩きながらの『謝る気がしない、罪悪感ゼロの逆ギレネタ』の漫談などを行っていた。この時に、観客に謝る気がしなかった話を聞くこともあった。
この他には、ある言葉から始め、それぞれの言葉にツッコミを入れながらネタを披露し、元の言葉に戻っていくという『Uターン漫談』と称したネタがある。
帽子をほぼ常に被っており、帽子を取って「ボワッフ!」という言葉を発する一発芸がある。なお、この芸は小学生の時からやっているという。 

## 出演
- エンタの天使（日本テレビ、2007年11月21日（第1回）） - キャッチコピーは「やんちゃなガキ大笑」
- ふみコミュニティ
- 『ぷっ』すま（テレビ朝日、2009年3月24日）
- お笑い図鑑 ハマヌキ（tvk）
- ショーバト!（2010年5月18日）
- おはスタ（テレビ東京、2013年10月14日）『ひなこ姫を起こせ!』に出演

友池中林#出演も参照。

## 舞台・脚本
2007年
- 「あっち向いてBOY～BL(ボーイズラブ)ドッキリ大作戦!～」（6月1日 - 3日、しもきた空間リバティ）

2014年
- M's企画「注意書きの多い料理店」（5月26日 - 28日、渋谷LUSH）※脚本
- Reset Limit第4回公演「デルージョン!プリズナー!」（9月19日 - 23日、ウッディーシアター中目黒）※日替わりゲスト
- Reset Limit第5回公演「ミラクル☆スカイ」（11月12日 - 16日、ウッディーシアター中目黒）
- チーム進火RON「けっ!セラセラセラ〜知らなすぎた男〜」（12月26日 - 28日、阿佐ヶ谷シアターシャイン）※脚本/出演

2015年
- コルバタ主催「メロスを走らせろ」（5月28日 - 31日、戸野廣浩司記念劇場）※脚本/出演
- チーム進火RON第2回公演「伯父の魔法使い」（5月13日・16日、下北沢楽園）※脚本
- チーム進火RON第3回公演「ヤバい!は気から」（6月24日・27日、下北沢小劇場）※脚本

2016年
- チーム進火RON第4回公演「追憶ベイベー」（1月14日 - 17日、シアター711）※脚本/出演
- コルバタ主催「さよならRADIO」（2月24日 - 28日、戸野廣浩司記念劇場）※脚本/出演
- チーム進火RON第5回公演「世にもサイケデリックな夜」（5月11日 - 15日、下北沢楽園）※脚本/出演
- チーム進火RON第6回公演「注意書きの多い料理店」（8月10日 - 14日、シアター711）※脚本/出演
- CorneliusCockBlue(s) 6ヶ月連続6公演 第6弾!! 〜ハートフルコメディの章〜「ライオンのたてがみ」（8月25日 - 28日、シアター711）※脚本
- メディアンプロ初主催公演「さよならRADIO」（11月10日 - 14日、シアター梟門）※脚本/出演
- コルバタ第10回公演「A.D.～automatic dream～」（12月21日 - 25日）

2017年
- チーム進火RON第7回公演「ディスられ彼女」（3月1日 - 5日、高田馬場ラビネスト）
- メディアンプロ第2回公演「ホンネ5秒前!」（5月31日 - 6月4日、劇場中野MOMO）※脚本

2018年
- チーム進火RON第8回公演「父、ロボットになって、帰る。」（3月6日 - 12日、シアター711）※脚本

2019年
- TOMOIKEプロデュース「窮屈なユメ」（1月16日 - 20日、駅前劇場）
- TOMOIKEプロデュース「注意書きの多い料理店」（4月17日 - 21日、築地ブティストホール）
- コルバタ第24回公演「キタナイ涙」（5月29日 - 6月2日、新宿スターフィールド）
- メディアンプロ第11回公演「さよならRADIO 2019」（10月30日 - 11月4日、新宿シアターブラッツ）※脚本/出演

2020年
- TOMOIKEプロデュース「伯父の魔法使い」（1月10日 - 13日、本多劇場）※脚本/出演

2021年
- 大川企画Vol.1「ラブワクチン」（3月9日 - 14日、Geki地下Liberty）※脚本/出演
- フォーエスエンターテインメント「さよならRADIO 2021」（3月26日 - 3月31日、五反田G2）※脚本/出演
- TOMOIKEプロデュース「詐欺パパ」（7月15日 - 19日、駅前劇場）※脚本/出演

2022年
- TOMOIKEプロデュース「ヤミイチ」（2月23日 - 27日、シアター711）※脚本/出演
- TOMOIKEプロデュース「追憶ベイベー！」（7月27日 - 31日、駅前劇場）※脚本/出演

2023年
- TOMOIKEプロデュース『みんな幸せ』（1月25日 - 1月29日、小劇場B1）※脚本/出演

2024年
- 友池創作プロジェクト『さかさまのテミス』（5月22日 - 26日、駅前劇場）※脚本/演出/出演[8]

## 映画監督作品
- 『すんドめNew』（2017年4月）※脚本/出演[9]
- 『すんドめNew2』（2017年4月）※脚本/出演
- 『ちょっとまて野球部!』（2018年1月）※脚本[10]

## 連載
- 友池のもう脱帽!（ナイスポ）